# The Insulated World
The Insulated World è il decimo album della band progressive metal giapponese Dir En Grey, pubblicato il 26 settembre 2018, dalla Firewall Div./SMEJ.

## Pubblicazione
The Insulted World è il primo album in 4 anni dopo la pubblicazione di Arche. Le versioni remixate e rimasterizzate dei due singoli Utafumi (詩踏み; Fare poesia) e Ningen wo Kaburu (人間を被る; Indossando pelle umana), con voci nuovamente registrate, sono esclusive per questo album.
The Insulated World è disponibile in tre versioni: classica, edizione limitata prima stampa con un CD bonus ed edizione limitata deluxe con un CD bonus e un Blu-Ray/DVD. Il CD bonus nella versione deluxe del disco include la nuova versione di Kigan (鬼眼; Occhi demoniaci, dall'album Kisō), The Deeper Vileness (da The Marrow of a Bone) e Wake (da Macabre), e la versione live di Fukai (腐海; Mare marcio), Ash e Beautiful Dirt, registrate dalla performance allo Shinkiba Studio Coast a Koto il 30 luglio 2018. Il bonus CD nella versione della prima ristampa, contiene solo la nuova versione di Kigan e le registrazioni live di Fukai e Beautiful Dirt.
Il Blu-Ray/DVD bonus include la registrazione delle performance live al Sendai Ginko Halll Izumity21 a Sendai, il 28 aprile 2018, e allo Shinkiba Studio Coast a Koto il 30 aprile 2018.

## Tracce
Testi di Kyo, musiche di Dir en Grey.
1. Keibetsu to Hajimari (軽蔑と始まり, Iniziare con disprezzo) – 3:12
2. Devote My Life – 2:46
3. Ningen wo Kaburu (人間を被る, Indossare pelle umana) – 3:44
4. Celebrate Empty Howls – 3:22
5. Utafumi (詩踏み, Fare poesia) – 3:07
6. Rubbish Heap – 3:06
7. Aka (赫, Rosso) – 3:58
8. Values of Madness – 3:30
9. Downfall – 2:49
10. Followers – 4:40
11. Keigaku no Yoku (谿壑の欲, Avarizia insaziabile) – 4:29
12. Zetsuentai (絶縁体; Isolante) – 7:20
13. Ranunculus – 4:24

### Bonus CD edizione limitata prima stampa
1. Kigan (鬼眼; Occhi demoniaci) – 4:01
2. Fukai (腐海; Mare marcio) – 5:29
3. Beautiful Dirt (Live allo Shinkiba Studio Coast il 30 giugno 2018) – 3:18

Durata totale: 12:48

### Bonus CD edizione limitata deluxe
1. Kigan (鬼眼; Occhi demoniaci) – 4:01
2. The Deeper Vileness (nuova versione) – 3:44
3. Wake (理由; Motivo) – 3:18
4. Fukai (腐海; Mare marcio) (Live allo Shinkiba Studio Coast il 30 giugno 2018) – 5:29
5. Ash (Live allo Shinkiba Studio Coast il 30 giugno 2018) – 5:01
6. Beautiful Dirt (Live allo Shinkiba Studio Coast il 30 giugno 2018) – 3:18

Durata totale: 24:51

### Bonus Blu-ray/DVD edizione limitata deluxe
1. Ranunculus (Promotion Edit Ver.) (music clip)
2. Different Sense (live al Sendai Ginko Hall Izumity21 a Sendai il 28 aprile 2018)
3. Karasu (鴉; Corvo) (live al Sendai Ginko Hall Izumity21 a Sendai il 28 aprile 2018)
4. Disabled Complexes (live al Sendai Ginko Hall Izumity21 a Sendai il 28 aprile 2018)
5. Kiri to Mayu (霧と繭; Nebbia e bozzoli) (live al Sendai Ginko Hall Izumity21 a Sendai il 28 aprile 2018)
6. Vinushka (live al Sendai Ginko Hall Izumity21 a Sendai il 28 aprile 2018)
7. Audience Killer Loop (live al Sendai Ginko Hall Izumity21 a Sendai il 28 aprile 2018)
8. Repetition of Hatred (live al Sendai Ginko Hall Izumity21 a Sendai il 28 aprile 2018)
9. Behind a Vacant Image (live al Sendai Ginko Hall Izumity21 a Sendai il 28 aprile 2018)
10. Dietro le quinte di 'The Insulated World'

## Formazione
- Kyo (京 Kyo?) - voce
- Kaoru (薫 Kaoru?) - chitarra
- Die (Die?) - chitarra
- Toshiya (Toshiya?) - basso
- Shinya (Shinya?) - batteria